# Bob Sims (cestista 1938)
Robert Antell Sims, detto Bob (Santa Barbara, 9 ottobre 1938 – 21 marzo 2006), è stato un cestista statunitense, professionista nella NBA e nella ABA.

## Carriera
È stato selezionato dai St. Louis Hawks al settimo giro del Draft NBA 1960 (54ª scelta assoluta).